# Ottawa (Wisconsin)
Ottawa – miasto w Stanach Zjednoczonych, w stanie Wisconsin, w hrabstwie Waukesha.